# 静脈血

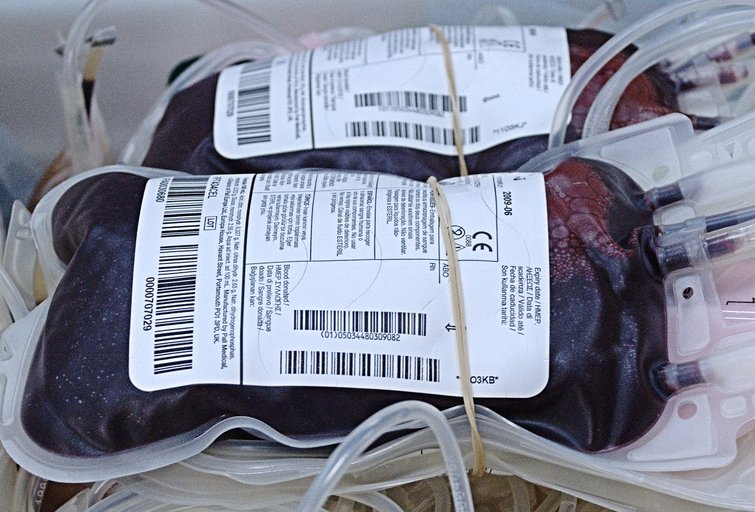
輸血用にパックされた静脈血

静脈血（じょうみゃくけつ）とは、全身に酸素を供給した後の、二酸化炭素を多く含んだ血液のことである。反対は動脈血。
ヒトの場合は、大静脈を通って心臓の右心房に行き、右心室に送られ、さらに肺動脈を通って肺に送られる。その後肺で二酸化炭素を放出、酸素を吸収した後に動脈血として心臓に送られ、全身に運ばれる。
ちなみに心臓から肺に送られる際、肺動脈を静脈血が流れるという言葉の逆転が起きているが、多く含むのが酸素か二酸化炭素かによって動脈血と静脈血を区別し、心臓から出るか心臓に向かうかで動脈と静脈を区別している以上、必然的に起こることである。これは動脈血も同様である。